# ゴキブリゾロゾロ

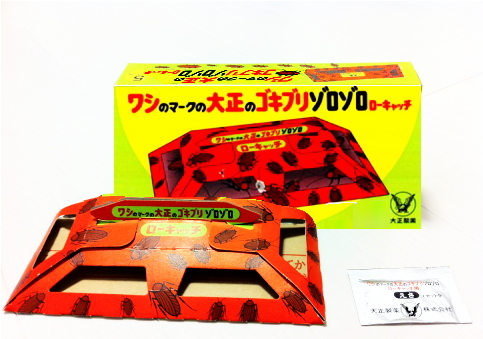
発売当初のゴキブリゾロゾロ

ゴキブリゾロゾロ(ZOROZORO RoachTrap)は、かつて大正製薬（現在の大正製薬ホールディングス、後に白元、現在の白元アース）が製造販売していた、紙製ゴキブリ捕獲器の商品名である。製造・販売を白元へ譲渡後も商標は大正製薬が保有していた。

## 概要
大正製薬は粘着シート式のゴキブリ捕獲器｢ロートラップ｣を発売していたが、1972年（昭和47年）、容器を紙製に変更した｢ハイローチ｣を発売した。これは従来、樹脂製のケースの天面に粘着シートをセットする方式であった捕獲器を、ゴキブリがいっぱいになった粘着シートを、取替えることなくケースごと捨てられるように紙製に変更したものである。1973年（昭和48年）に、大塚グループのアース製薬から同じ紙製ゴキブリ捕獲器の｢ごきぶりホイホイ｣が上市されると、粘着式ゴキブリ捕獲器の一大ブームが起こり、製薬メーカーや殺虫剤メーカーが次々と類似品の発売に乗り出した。1974年（昭和49年）に｢ローキャッチ｣に名称変更、さらに1976年（昭和51年）には｢ゴキブリゾロゾロ｣と改称。その後シートに直接｢えさ｣をしみ込ませた｢ワンタッチ｣タイプや、狭い場所での出し入れに便利な｢とれとれ棒｣つきなどの改良がなされた。
大正製薬は2000年（平成12年）に捕・殺虫剤事業から撤退したと同時に、製造販売を白元に譲渡。しかし2014年（平成26年）5月に白元が民事再生法を申請し、事業をアース製薬の子会社である白元アースへ譲渡したのに伴い、同年8月に製造が終了。アース製薬グループにおけるゴキブリ捕獲器は｢ごきぶりホイホイ｣へ一本化されることになり、以後、本製品は在庫のみの販売となった。なお、白元本体も2016年（平成28年）9月に債務処理が完了し、法人格が消滅した。

## 製品の歴史
- 1971年 - ｢新ゴキブリワイパアゾル｣の姉妹品として、油虫とり器｢ロートラップ｣発売。樹脂製ケースにえさと粘着シートをセットし、誘引されたゴキブリを天面の粘着シートで捕獲するものであった。
- 1972年 - ｢ゴキブリゾロゾロ｣の原型となる、紙製ゴキブリ捕獲器｢ハイローチ｣発売。
- 1974年 - ｢ローキャッチ｣に名称変更。
- 1976年1月 - 市場へのインパクトを狙い｢ゴキブリゾロゾロ｣に名称変更し、テレビCMの放送開始。キャッチコピーの｢バカとれ！｣は当時の流行語に。
- 1981年3月 - ゴキブリ捕獲器で業界2位、シェア25%を占める（1位はアース製薬で40%）[4]。
- 1982年 - ｢大正ゴキブリゾロゾロ＜ワンタッチ＞｣発売。シートに｢えさ｣をしみ込ませた。
- 1983年 - 狭いすき間での出し入れに便利な｢とれとれ棒｣を採用。
- 1987年 - レストランやビル、マンションに多いチャバネゴキブリの捕獲に適した｢大正ゴキゾロミニ｣発売。
- 1988年 - ｢ゴキブリニューゾロゾロ｣発売。粘着力が向上し、ケースのデザインを一新。
- 1995年 - パワーアップタイプ｢ゴキブリゾロゾロ｣発売。粘着力と誘引効果が一段と向上。
- 1999年 - ｢ワイパアゴキブリゾロゾロ｣発売。ケースをフローリングに合う形状とデザインに変更。
- 2000年 - 大正製薬が殺虫剤事業から事実上撤退。同社の殺虫剤ブランドは期限付で白元ほか5社に有償貸与。
- 2000年 - 白元から｢ワイパアゴキブリゾロゾロ｣が発売される。
- 2014年 - 白元の民事再生法申請並びに白元アースへの事業譲渡により製造終了。

## 商品ラインナップ
大正製薬時代（1972年-2000年）
- ロートラップ
- ハイローチ
- ローキャッチ
- ゴキブリゾロゾロ＜ローキャッチ＞
- 大正ゴキブリゾロゾロ
- 大正ゴキブリゾロゾロ＜ワンタッチ＞
- 大正ゴキゾロミニ
- ゴキブリニューゾロゾロ
- ゴキブリゾロゾロ
- ワイパアゴキブリゾロゾロ

白元時代（2000年-2014年）
- 白元ゴキブリゾロゾロ
- 白元ゴキブリゾロゾロ床暖
- 白元ゴキとりフェロモン スキマジック
- 派生商品として、ネズミ捕獲器「白元ネズミゾロゾロ」やハエ捕獲器「白元ハエゾロゾロ ハエとりフェロモン」も発売されていた。

## 歴代広告タレント（全て大正製薬時代）
- 滝口順平（声）
- 京塚昌子
- 榊原郁恵
- 松居直美
- 小林亜星
- 菅原文太
- ベンガル